# SCR 1845-6357 b

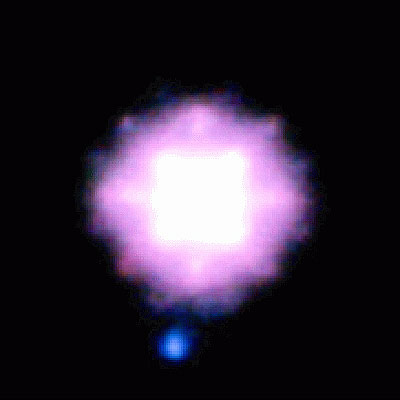
Trefärgsbild av SCR1845-6357AB, som är den blåa stjärnan nere till vänster i bild bredvid SCR 1845-6357.

SCR 1845-6357 b är en brun dvärg som kretsar kring den röda dvärgen SCR 1845-6357 på ett avstånd på ungefär 12 ljusår. SCR 1845-6357 b upptäcktes 2006 och har en massa mellan 9 och 65 gånger så stor som Jupiters.
Denna bruna dvärg kretsar på ett avstånd på ca 4,5 ae från SCR 1845-6357 och har en uppskattad yttemperatur på om 1023 K.